# Tal mãe, tal filha (filme)
Tal mãe, tal filha (Telle mère, telle fille, no original) é um filme de comédia francesa escrito e dirigido por Noémie Saglio.

## Sinopse
Avril e sua mãe são muito diferentes. A filha é casada, tem um bom emprego e é organizada, enquanto a mãe vive às custas de Avril desde que se divorciou. De repente, ambas descobrem que estão grávidas.

## Elenco
- Juliette Binoche como Mado
- Camille Cottin como Avril
- Lambert Wilson como Marc
- Catherine Jacob como Irène
- Jean-Luc Bideau como Debulac
- Michael Dichter como Louis
- Stéfi Celma como Charlotte
- Philippe Vieux como Michel
- Olivia Côte como Cécile
- Charlie Dupont como Romain
- Hugues Jourdain como Eudes
- Sabine Pakora como Justine

## Produção
O filme foi filmado de 13 de junho a 5 de agosto de 2016.